# Brug bij Genk
De brug bij Genk is een stalen boogbrug over het Albertkanaal in de Belgische stad Genk. De brug maakt deel uit van de gewestweg N76 (Westerring) en ligt ten westen van het Genkse havengebied.
In 2016 werd de doorvaarthoogte van de brug met ongeveer 2 meter verhoogd, namelijk van 7,2 meter naar 9,1 meter.